# 642

## أحداث
- نهاية حملة الفتح الإسلامي لمصر في 642 والتي بدأت في 640.
- بداية الحروب العربية الخزرية في 642 والتي انتهت في 799.
- تأسيس مدينة الفسطاط؛ نواة مدينة القاهرة في مصر على يد عمرو بن العاص.
- بناء القائد عمرو بن العاص جامع عمرو في مصر.
- فتح خراسان على يد الأحنف بن قيس التميمي.

## مواليد
- مجاهد بن جبر.

## وفيات
- طليحة بن خويلد الأسدي.
- خالد بن الوليد الملقب بسيف الله المسلول.